# Carla Giraldo
Carla Evelyn Giraldo Quintero (Medellín, 30 de agosto de 1986) es una actriz, presentadora y empresaria colombiana. Ganadora del premio a mejor actriz revelación por su protagónico en Me llaman Lolita y recordada por sus personajes en Cumbia Ninja,  la ruta blanca, el clon y las muñecas de la mafia. En el año 2021 fue la ganadora de la tercera temporada del reality MasterChef Celebrity Colombia.

## Biografía
Nació en Medellín pero vivió la mayor parte de su vida en Bogotá. Es hija adoptivade María del Rosario "Charo" Quintero, maquilladora de efectos especiales de televisión y de Manuel Giraldo, comerciante de San Andresito.
Debido a la cercanía de su madre con los directores, actores y actrices de telenovelas, Carla desde muy niña soñó con ser actriz y así fue como desde los cinco años de edad empezó a ser extra en diferentes producciones, hasta que le dieron la oportunidad de presentar un casting para Me llaman Lolita.
Su primer debut en televisión fue en la serie La otra mitad del sol, sin embargo, a los doce años obtiene su primer papel protagónico en la telenovela Me llaman Lolita, interpretando a Lolita Rengifo junto a Marcelo Cezán y Manuela González. Desde allí, se posiciona como la actriz revelación del momento, ganando un premio TV y Novelas a mejor actriz infantil.
En 2000, siendo ya una adolescente, interpretó a Jenny Guerrero en Pobre Pablo y a Tatiana Samper en la exitosa serie juvenil Francisco el matemático. Posteriormente incursionó en diferentes producciones de distintos países latinoamericanos, así como en el teatro, en el cine y en la locución. 
En 2012 protagonizó  La ruta blanca en Cadena Tres y Nora en Televen, además fue la antagonista de Cumbia Ninja, logrando una nominación en los premios Kids Choice Colombia y Kids Choice México.
En 2014, en medio de las grabaciones de Nora, quedó embarazada de su primer hijo, Adrián, y un año más tarde nace su segundo hijo, Damián, ambos de su entonces pareja, el DJ y empresario, Mauricio Fonnegra.
En 2017 y 2019 regresa a la televisión en las series La ley del corazón, Loquito por ti y Las muñecas de la mafia. 
En la actualidad desarrolla su rol de empresaria con un café llamado El Industrial a las afueras de Bogotá.
En 2021 participó como concursante y fue ganadora del programa de cocina MasterChef Celebrity Colombia.
En 2024 fue anunciada como presentadora de la primera temporada del reality La Casa de Los Famosos Colombia junto con la presentadora Cristina Hurtado. En el 2025, repitió su rol de presentadora de la segunda temporada del concurso, esta vez junto al actor y presentador Marcelo Cezán, con quien se reencontró después de más de 20 años de haber trabajado juntos en su debut actoral.

## Vida personal
Carla Giraldo, reconocida actriz colombiana de 37 años, es madre de dos hijos menores, nacidos de su relación con Mauricio Fonnegra. Abiertamente bisexual, ha sabido equilibrar su exitosa carrera con su vida familiar, demostrando ser una persona versátil y comprometida tanto en lo profesional como en lo personal.
Destacada por su participación en causas sociales y actividades benéficas, utiliza su influencia para respaldar diversas iniciativas. Su legado en la televisión y el entretenimiento colombiano es innegable, consolidándola como una figura respetada y querida por su talento y pasión por el arte.
A pesar de haber atravesado etapas traumáticas durante su infancia y adolescencia, logró superarlas con determinación, logrando convertirse en una figura pública destacada gracias a su talento como modelo y actriz.
Entre sus parejas sentimentales se encuentran mujeres como Natalia Arroyave, y hombres como John Jairo Jaimes.
En enero de 2025, confirmó que su relación de más de 12 años con el DJ y empresario Mauricio Fonnegra y padre de sus dos hijos, había finalizado hace varios meses.

## Filmografía

### Televisión
| Año       | Título                    | Personaje                      | Canal                       |
| --------- | ------------------------- | ------------------------------ | --------------------------- |
| 2024      | La primera vez            | Pilar Pilurca                  | Netflix                     |
| 2019      | Las muñecas de la mafia 2 | Janeth Castrillón              | Caracol Television          |
| 2018-2019 | Loquito por ti            | Rosario "Charito" Quintero     | Caracol Television          |
| 2018      | Falsa identidad           | Silvia Gaona                   | Telemundo                   |
| 2016-2017 | La ley del corazón        | Josefina Medina                | Canal RCN                   |
| 2016      | Mujeres asesinas          | Rosa, La Soltera               | Canal RCN                   |
| 2014      | Nora                      | Nora Acevedo Rojas             | Televen                     |
| 2013-2014 | Cumbia ninja              | Talita                         | Fox Latinoamérica           |
| 2013      | Los graduados             | Gabriela "Gaby" Torres Castro  | Canal RCN                   |
| 2012      | Lynch                     | Lizeth Blandón                 | Moviecity                   |
| 2012      | La Madame                 | Maribel                        | UniMás / Caracol Televisión |
| 2012      | La ruta blanca            | Francisca Rojas                | Cadenatres                  |
| 2011      | Los herederos Del Monte   | Rosario Millán del Monte       | Telemundo                   |
| 2011      | La traicionera            | Vanessa Ramírez                | Canal RCN                   |
| 2010-2011 | El clon                   | Latiffa Mebárak de Hashim      | Telemundo                   |
| 2010      | Decisiones extremas       | Melissa Ep: Bebe de repuesto   | Telemundo                   |
| 2009      | Verano en Venecia         | Manuela Tirado Toledo          | Canal RCN                   |
| 2008      | Tiempo final              | Claudia                        | Canal Fox                   |
| 2006      | La diva                   | Yurjeimmi Chota "Nicole"       | Caracol Televisión          |
| 2005      | Juego limpio              | Claudia Guerra                 | Canal RCN                   |
| 2004      | Enigmas del más allá      | Valeria Herrante               | Canal RCN                   |
| 2000-2003 | Francisco el Matemático   | Tatiana Samper                 | Canal RCN                   |
| 2000      | Pobre Pablo               | Jenny Paola Guerrero           | Canal RCN                   |
| 1999      | Me llaman Lolita          | Lolita Rengifo Collazos (niña) | Canal RCN                   |
| 1995      | La otra mitad del sol     |                                | Canal A                     |

### Cine
| Año  | Título                 | Personaje      |
| ---- | ---------------------- | -------------- |
| 2021 | Lokillo en: Mi otra yo | Valery Reinoso |
| 2009 | In fraganti            | Carolina       |

## Realities
| Año           | Título                          | Rol          | Canal     |
| ------------- | ------------------------------- | ------------ | --------- |
| 2024-presente | La casa de los famosos Colombia | Presentadora | Canal RCN |
| 2021          | MasterChef Celebrity            | Ganadora     | Canal RCN |

## Premios y nominaciones
- TVyNovelas a Mejor actriz revelación por Me llaman Lolita.[28]
- Kids Choice Awards México, nominación a mejor actriz antagónica por Cumbia Ninja.[29]